# Chiesa di Santa Maria delle Grazie (Codogno)
La chiesa di Santa Maria delle Grazie (più comunemente conosciuta come "chiesa dei Frati") è un luogo di culto cattolico di Codogno.
È una chiesa sussidiaria della parrocchia di San Biagio e della Beata Vergine Immacolata.

## Storia
La chiesa fu consacrata il 19 luglio 1626; era stata realizzata su progetto dell'architetto codognese Marco Antonio Barattieri; anche se concepito in piena epoca barocca, il progetto risente dello spirito e della semplicità francescana. Alla chiesa infatti era annesso un convento di frati, soppresso con il decreto napoleonico del 1810. Dopo la soppressione del monastero, la chiesa, dopo un breve periodo di chiusura, fu riaperta al culto; il convento fu adibito a diversi utilizzi sino al 1880, anno in cui fu acquistato dalla parrocchia di Codogno e donato alla maestra santangiolina Francesca Cabrini. Il convento francescano divenne così la "casa madre" dell'ordine cabriniano.
Davanti alla chiesa si allargava un grande spazio delimitato da un muro di cinta, su cui il pittore varesino Pietro Antonio Magatti dipinse nel 1725 una Via Crucis, che purtroppo già a fine Ottocento era in pessime condizioni per l'umidità ed ormai quasi illeggibile, e fu sostituita negli anni cinquanta del XX secolo da opera moderna. Nel 1778 il muro di cinta fu arricchito da un porticato (su probabile progetto del Barattieri) dal "capo maestro" Carlo Francesco Monticelli.
Negli anni 2006-2010 la chiesa ed il pronao antistante è stata sottoposta a un profondo intervento di restauro che - oltre a consolidare la struttura e ad affrontare il problema dell'umidità - ha permesso il recupero del patrimonio artistico in esso conservato.

## Architettura e arte

### Pronao
Il pronao è costituito da 16 campate di portico (di dimensioni diverse per un voluto effetto prospettico). In 14 di esse il muro di fondo è decorato con una stazione della Via Crucis, opere del pittore Muzio Compagnoni (alcune sostituite da mosaico a causa dell'umidità che le aveva danneggiate).

### Facciata
La facciata della chiesa è di semplice concezione "a capanna", dotata di contrafforti. Ai lati della facciata è possibile osservare due nicchie con le raffigurazioni in mosaico di S. Francesco d'Assisi e di S. Antonio da Padova, mentre sopra il portale è raffigurata la Madonna con il Bambino Gesù in grembo.

### Interno
L'interno è a navata unica, con tre cappelle laterali per lato chiuse da una cancellata in legno. Gli altari delle cappelle e l'altare maggiore sono arricchiti da bellissimi paliotti in legno scolpiti da Antonio e Francesco Antonio da Sirone nel 1682 rappresentanti episodi della vita di Gesù.
| Localizzazione                | Intitolazione cappella | Soggetto del paliotto  | Altre opere presenti nella cappella                                | Attribuzione                       |
| ----------------------------- | ---------------------- | ---------------------- | ------------------------------------------------------------------ | ---------------------------------- |
| 1ª cappella laterale sinistra | Sant'Antonio           | Adorazione dei Magi    | Cornice con putti e fiori                                          | Luigi Miradori detto il Genovesino |
| 2ª cappella laterale sinistra | Santa Teresa           | Andata al calvario     |                                                                    |                                    |
| 3ª cappella laterale sinistra | Sacro Cuore            | Flagellazione          |                                                                    |                                    |
| 1ª cappella laterale destra   | San Francesco          | Deposizione            | Madonna che offre il bambino a San Francesco                       | Tommaso Formenti                   |
| 1ª cappella laterale destra   | San Francesco          | Deposizione            | Madonna che offre il bambino a San Francesco                       | Frà Girolamo da Premana            |
| 2ª cappella laterale destra   | Crocefisso             | Crocifissione          | Pietà con San Giovanni (gruppo scultoreo in legno - fine XVI sec.) |                                    |
| 3ª cappella laterale destra   | San Luigi              | Natività               | San Luigi Gonzaga                                                  | Daniele Crespi (?)                 |
| altare maggiore               |                        | Natività della Vergine |                                                                    |                                    |